# کلی لوفلر
کلی لین لوفلر (به انگلیسی: Kelly Lynn Loeffler) یک تاجر و سیاستمدار آمریکایی است که از ۲۰ فوریه ۲۰۲۵ به عنوان بیست و هشتمین مدیر اداره کسب و کارهای کوچک خدمت کرده است. او که عضو حزب جمهوری خواه است، قبلا از سال 2020 تا 2021 به عنوان سناتور ایالات متحده از جورجیا خدمت کرده است.